# Stockinish
Stockinish est une île du Royaume-Uni située en Écosse.